# Qıraq Kəsəmən
Qıraq Kəsəmən è un comune dell'Azerbaigian situato nel distretto di Ağstafa. Conta una popolazione di 1 880 abitanti.